# Enteropogon paucispiceus
Enteropogon paucispiceus är en gräsart som först beskrevs av Michael Lazarides, och fick sitt nu gällande namn av Bryan Kenneth Simon. Enteropogon paucispiceus ingår i släktet Enteropogon och familjen gräs.
Artens utbredningsområde är Queensland. Inga underarter finns listade i Catalogue of Life.